# Diocesi di Lüliang
La diocesi di Lüliang è una sede della Chiesa cattolica in Cina suffraganea dell'arcidiocesi di Taiyuan. Nel 2025 contava 20.000 battezzati su 3.346.500 abitanti. È retta dal vescovo Anthony Ji Weizhong.

## Territorio
La diocesi comprende la città-prefettura di Lüliang nella provincia cinese di Shanxi.
Sede vescovile è la città di Fenyang, dove si trova la cattedrale del Sacro Cuore di Gesù.

## Storia

### Sede di Fenyang
Il vicariato apostolico di Fenyang fu eretto il 12 maggio 1926 con il breve In omnes di papa Pio XI, ricavandone il territorio dal vicariato apostolico di Taiyuanfu (oggi arcidiocesi di Taiyuan). Monsignor Louis Chen Guo-di fu tra i primi sei vescovi cinesi ordinati dal papa a Roma il 28 ottobre 1926.
L'11 aprile 1946 il vicariato apostolico è stato elevato a diocesi con la bolla Quotidie Nos di papa Pio XII.
Durante i disordini scoppiati a Taiyuan nel 1970, furono arrestati il vescovo Simon Lei Chang-hsia con alcuni sacerdoti, condannati a morte e fucilati il 16 febbraio dello stesso anno.
Nel 2010 governava la diocesi un vescovo dell'Associazione patriottica cattolica cinese, John Huo Cheng.

### Diocesi di Lüliang
Il 28 ottobre 2024 papa Francesco ha eretto la diocesi di Lüliang sul medesimo territorio della diocesi di Fenyang, contestualmente soppressa, ad eccezione di porzioni di territorio cedute all'arcidiocesi di Taiyuan e alla diocesi di Yuci. Queste decisioni sono state comunicate dalla Santa Sede il 20 gennaio 2025, giorno in cui il vescovo Anthony Ji Weizhong è stato consacrato nella cattedrale del Sacro Cuore di Gesù di Fenyang.

## Cronotassi
Si omettono i periodi di sede vacante non superiori ai 2 anni o non storicamente accertati.

### Vicari apostolici di Fenyang
- Louis Chen Guo-di (Tchen Chao-t'ien) † (10 maggio 1926 - 9 marzo 1930 deceduto)
- Francois Liu-Chiu-wen † (23 luglio 1930 - 11 aprile 1946 nominato vescovo di Fenyang)

### Vescovi di Fenyang
- Francois Liu-Chiu-wen † (11 aprile 1946 - 15 gennaio 1948 dimesso[4])
- Simon Lei Chang-hsia † (9 giugno 1949 - 16 febbraio 1970 deceduto)
  - Sede vacante
  - Anthony Gao Yong † (24 gennaio 1962 consacrato - 11 marzo 1980 deceduto)
  - John Huo Cheng † (4 settembre 1991 - 2 gennaio 2023 deceduto)

### Vescovi di Lüliang
- Anthony Ji Weizhong, dal 28 ottobre 2024

## Statistiche
La diocesi nel 2025 su una popolazione di 3.346.500 persone contava 20.000 battezzati, corrispondenti allo 0,6% del totale.
| anno               | popolazione | popolazione | popolazione | presbiteri | presbiteri | presbiteri | presbiteri                | diaconi | religiosi | religiosi | parrocchie |
| anno               | battezzati  | totale      | %           | numero     | secolari   | regolari   | battezzati per presbitero | diaconi | uomini    | donne     | parrocchie |
| ------------------ | ----------- | ----------- | ----------- | ---------- | ---------- | ---------- | ------------------------- | ------- | --------- | --------- | ---------- |
| diocesi di Fenyang |             |             |             |            |            |            |                           |         |           |           |            |
| 1950               | 15.618      | 2.085.000   | 0,7         | 31         | 30         | 1          | 503                       |         |           |           | 21         |
| diocesi di Lüliang |             |             |             |            |            |            |                           |         |           |           |            |
| 2025               | 20.000      | 3.346.500   | 0,6         | 51         | 51         |            | 392                       |         |           | 26        |            |